# Gai Marci Rútil
Gai Marci Rútil (en llatí: Gaius Marcius L. f. C. n. Rutilus) va ser un magistrat romà que va viure al segle iv aC.
Va ser el primer dictador d'origen plebeu de la història, l'any 356 aC i també el primer censor plebeu el 351 aC. Formava part de la gens Màrcia, que tenia origen plebeu, i després de les lleis licínies va obtenir els més alts càrrecs de l'estat. Va ser elegit cònsol per primera vegada l'any 357 aC amb Gneu Manli Capitolí Imperiós i va fer la guerra contra els habitants de Privernum, ciutat que va conquerir. Per la seva victòria va rebre els honors del triomf. El seu fill va agafar el cognom Censorí que va substituir el de Rútil.
L'any 356 aC va ser nomenat dictador per fer la guerra contra els etruscs. Era la primera vegada que hi va haver un dictador plebeu, cosa que va ofendre molt als patricis. En una antipatriòtica mesura es van oposar als preparatius de guerra però el poble va ajudar a Rútil que va poder sortir al combat. Va obtenir diverses victòries sobre els etruscs però el Senat li va refusar els honors del triomf, que va haver de celebrar privadament.
L'any 352 aC va ser cònsol per segona vegada amb Publi Valeri Publícola i a l'any següent va ser el primer plebeu que arribà a censor. Era l'any 351 aC.
I encara va ser cònsol una tercera vegada el 344 aC amb Tit Manli Imperiós Torquat i una quarta vegada el 342 aC amb Quint Servili Ahala. Aquest darrer any, que era el segon any de la guerra samnita, va romandre estacionat a Campània on va descobrir una conspiració entre les tropes romanes que va avortar.